# Bakartxo Tejeria
Bakartxo Tejeria Otermin, née le 28 mars 1971, est une femme politique espagnole membre du Parti nationaliste basque (PNV).
Elle préside le Parlement basque depuis le 20 novembre 2012.

## Biographie

### Profession
Bakartxo Tejeria est titulaire d'une licence en droit. Elle est avocate. Elle parle castillan, basque et anglais.

### Activités politiques
Elle a été conseillère municipale de Villabona de 1999 à 2003 puis de 2007 à 2011. Elle est maire de la localité de 2003 à 2007.
Le 12 juin 2001, elle est élue députée de la circonscription du Guipuscoa au Parlement basque et réélue successivement en 2005, 2009, 2012 et 2016.
Elle est élue présidente du Parlement le 20 novembre 2012.